# Areolka

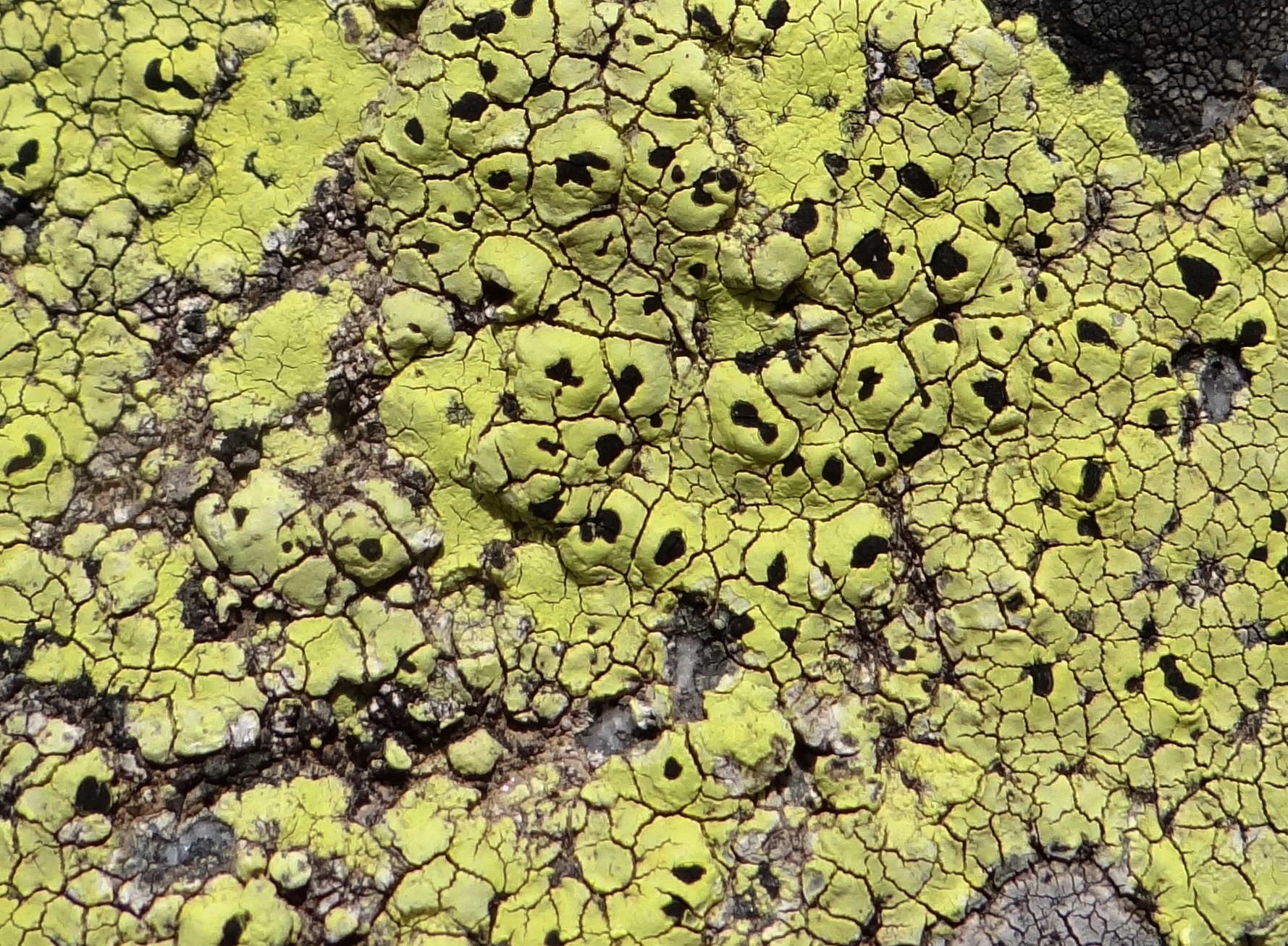
Areolki (żółte) i apotecja (czarne) wzorca geograficznego

Areolka (łac. areola) – mały fragment popękanej powierzchni, od innych oddzielony szczelinkami.
U porostów jest to okrągły lub nieregularny fragment plechy. Występuje u porostów skorupiastych jako skutek popękania plechy lub jej warstwy korowej w wyniku rozrastania się plechy na stałym podłożu. Często areolki złożone są z jeszcze mniejszych ziarenek. Wielkość areolek, ich barwa i kształt mają duże znaczenie przy oznaczaniu gatunków porostów skorupiastych. Areolki pod względem kształtu mogą być kanciaste, kolisto-kanciaste, koliste, prawie koliste lub nieregularne, pod względem wysokości mogą być płaskie, wypukłe lub brodawkowate. Areolki, których brzegi podnoszą się do góry, przypominają wyglądem łuseczki. Wydłużające się areolki na obwodzie plechy mogą tworzyć zaczątki jej odcinków lub całe odcinki. Łuseczkowatą lub łuseczkowato-skorupiastą plechę złożoną z areolek nazywa się plechą areolkowatą.